# Processo de impeachment contra Richard Nixon
O processo de impeachment contra Richard Nixon começou na Câmara dos Representantes dos Estados Unidos em 30 de outubro de 1973, após uma série de renúncias de alto nível e demissões amplamente chamadas de " Massacre da Noite de Sábado " durante o escândalo de Watergate.
A comissão montou uma equipe de inquérito de impeachment e iniciou investigações sobre possíveis crimes passíveis de impeachment cometidos por Richard Nixon, o 37º presidente dos Estados Unidos. O processo foi formalmente iniciado em 6 de fevereiro de 1974, quando a Câmara concedeu ao Comitê Judiciário autoridade para investigar se existiam motivos suficientes para o impeachment de Nixon. Esta investigação foi realizada um ano depois que o Senado dos Estados Unidos estabeleceu o Comitê para investigar a invasão de 1972 na sede do Comitê Nacional Democrata no complexo de escritórios de Watergate em Washington, DC, e a tentativa do governo no encobrimento de seu envolvimento; durante essas audiências, o escopo do escândalo tornou-se aparente e a existência das fitas da Casa Branca de Nixon foi revelada.
Após uma intimação do Comitê Judiciário em abril de 1974, as transcrições editadas de 42 conversas gravadas na Casa Branca, relevantes para o encobrimento de Watergate, foram finalmente tornadas públicas por Nixon. No entanto, o comitê pressionou pelas próprias fitas de áudio e, subsequentemente, emitiu intimações para fitas adicionais, todas as quais Nixon recusou e em 24 de julho de 1974, a Suprema Corte dos Estados Unidos emitiu uma decisão unânime contra Nixon, que ordenou que ele obedecesse.
Os artigos acusavam Nixon de: 1) obstrução da justiça na tentativa de impedir a investigação da invasão do Watergate, proteger os responsáveis e ocultar a existência de outras atividades ilegais; 2) abuso de poder pelo uso da presidência em múltiplas ocasiões, desde o primeiro ano de sua gestão (1969), para utilizar ilegalmente órgãos federais, como a Receita Federal e o Federal Bureau of Investigation, também como o estabelecimento de uma unidade de investigação especial secreta da Casa Branca, para violar os direitos constitucionais dos cidadãos e interferir nas investigações legais; e 3) desacato ao Congresso, recusando-se a cumprir as intimações do Congresso.
Em 5 de agosto de 1974, Nixon divulgou ao público a transcrição de uma das conversas adicionais, conhecida como a fita da "arma fumegante", que deixou clara sua cumplicidade no encobrimento de Watergate. Essa revelação destruiu Nixon politicamente. Seus defensores mais leais no Congresso anunciaram que votariam no impeachment e na condenação de Nixon por obstruir a justiça.
Com isso, Nixon desistiu de lutar para permanecer no cargo, renunciando à presidência em 9 de agosto de 1974, antes que o plenário da Câmara pudesse votar os artigos de impeachment, em consequência disso, a Câmara encerrou oficialmente o processo de impeachment contra ele duas semanas depois.
Nixon foi o primeiro presidente dos Estados Unidos em mais de um século, desde Andrew Johnson em 1868, a ser objeto de um processo formal de impeachment na Câmara dos Representantes. embora o próprio Nixon não tenha sofrido impeachment, o processo de impeachment contra ele é até agora o único a causar a saída de um presidente do cargo.

## Contexto
O escândalo Watergate começou com a invasão da sede do Comitê Nacional Democrata em 17 de junho de 1972 no Watergate Office Building em Washington, DC, e a tentativa do governo Nixon de encobrir seu envolvimento. Em janeiro de 1973, mesmo mês em que o presidente Nixon iniciou seu segundo mandato, os ladrões foram a julgamento separadamente perante o juiz distrital dos Estados Unidos, John Sirica ; todos se confessaram ou foram considerados culpados. Em fevereiro daquele ano, o Senado dos Estados Unidos votou pela criação de um comitê investigativo especial para investigar o escândalo. As audiências do Senado Watergate resultantes, lideradas por Sam Ervin, começaram em maio de 1973. Os senadores ouviram testemunhos e souberam da existência de um sistema de gravação ativado por voz no Salão Oval.
Quando a existência de conversas gravadas na Casa Branca se tornou conhecida em julho daquele ano, tanto Cox quanto o Comitê Watergate do Senado pediram ao juiz Sirica que emitisse uma intimação para várias gravações e documentos "relevantes e importantes". O presidente, recusou-se a cumprir as intimações, alegando  preocupações com a segurança nacional. Durante um discurso à nação no mês seguinte, Nixon justificou sua recusa:

Esse princípio de confidencialidade das conversas presidenciais está em jogo na questão dessas fitas.  Devo e devo opor-me a quaisquer esforços para destruir este princípio, que é tão vital para a condução deste grande escritório.
A recusa inflexível de Nixon em cumprir as intimações para as fitas gerou uma crise constitucional entre a Casa Branca, o Congresso e o promotor especial. Em 9 de agosto, o comitê do Senado entrou com uma ação no tribunal distrital federal para forçar o presidente Nixon a disponibilizar as fitas intimadas. No entanto, Nixon logo começou a contemplar maneiras de acomodar Cox, o comitê de Watergate do Senado e Sirica depois que duas pesquisas mostraram que a opinião pública era solidamente contra ele: 61 por cento dos que responderam a uma pesquisa Gallup disseram que o presidente deveria divulgar as fitas intimadas ao tribunal.
Em uma decisão 5–2 em 12 de outubro, um tribunal de apelações dos EUA manteve a intimação de Sirica. Enfraquecido pela decisão, o presidente, junto com o chefe de gabinete Alexander Haig e o secretário de imprensa Ron Ziegler, avançou com uma proposta de compromisso: a Casa Branca prepararia as transcrições das fitas, o senador John C. Stennis, um democrata, seria solicitado a ouvir ele mesmo as fitas e fazer uma comparação entre as transcrições e as fitas. Sua versão autenticada seria submetida ao tribunal. A Casa Branca também queria dar poder a Stennis para parafrasear a linguagem que em sua forma original, em sua opinião, seria embaraçosa para o presidente, e queria uma garantia de Cox de que nenhuma outra fita seria intimada por seu gabinete. acredita-se que o presidente não queria que as fitas fossem publicadas literalmente, porque continham gravações dele e outros usando linguagem grosseira e calúnias raciais, e fazendo declarações possivelmente incriminatórias. Quando o plano foi apresentado a ele, Cox o rejeitou imediatamente.
Posteriormente, em 20 de outubro, após ser instruído pela Casa Branca a não fazer mais tentativas de obter arquivos, Cox deu uma entrevista coletiva para declarar que continuaria pressionando em tribunal pelas fitas. Nixon então ordenou que Cox fosse despedido, precipitando as saídas imediatas do Procurador-Geral Richardson e do Procurador-Geral Adjunto William Ruckelshaus no que ficou conhecido como o " Massacre da Noite de Sábado ".

## Pedidos iniciais de impeachment
Várias resoluções pedindo um inquérito de impeachment presidencial foram apresentadas na Câmara e encaminhadas ao Comitê Judiciário. O comitê começou a examinar as acusações sob sua autoridade investigativa. Em fevereiro de 1973, a Câmara aprovou uma resolução fornecendo autoridade investigativa adicional que não mencionava especificamente o impeachment.
A primeira resolução para pedir diretamente o impeachment do presidente Nixon foi apresentada em 31 de julho de 1973, por Robert Drinan.  Sua resolução, que não continha acusações específicas, foi feita em resposta à autorização clandestina de Nixon para o bombardeio do Camboja, bem como suas ações em relação ao crescente escândalo Watergate. A resolução foi efetivamente ignorada pelos líderes de ambos os partidos . O líder da maioria na Câmara, Tip O'Neill, disse mais tarde:

## Preparação para inquérito de impeachment

### Iniciando o inquérito

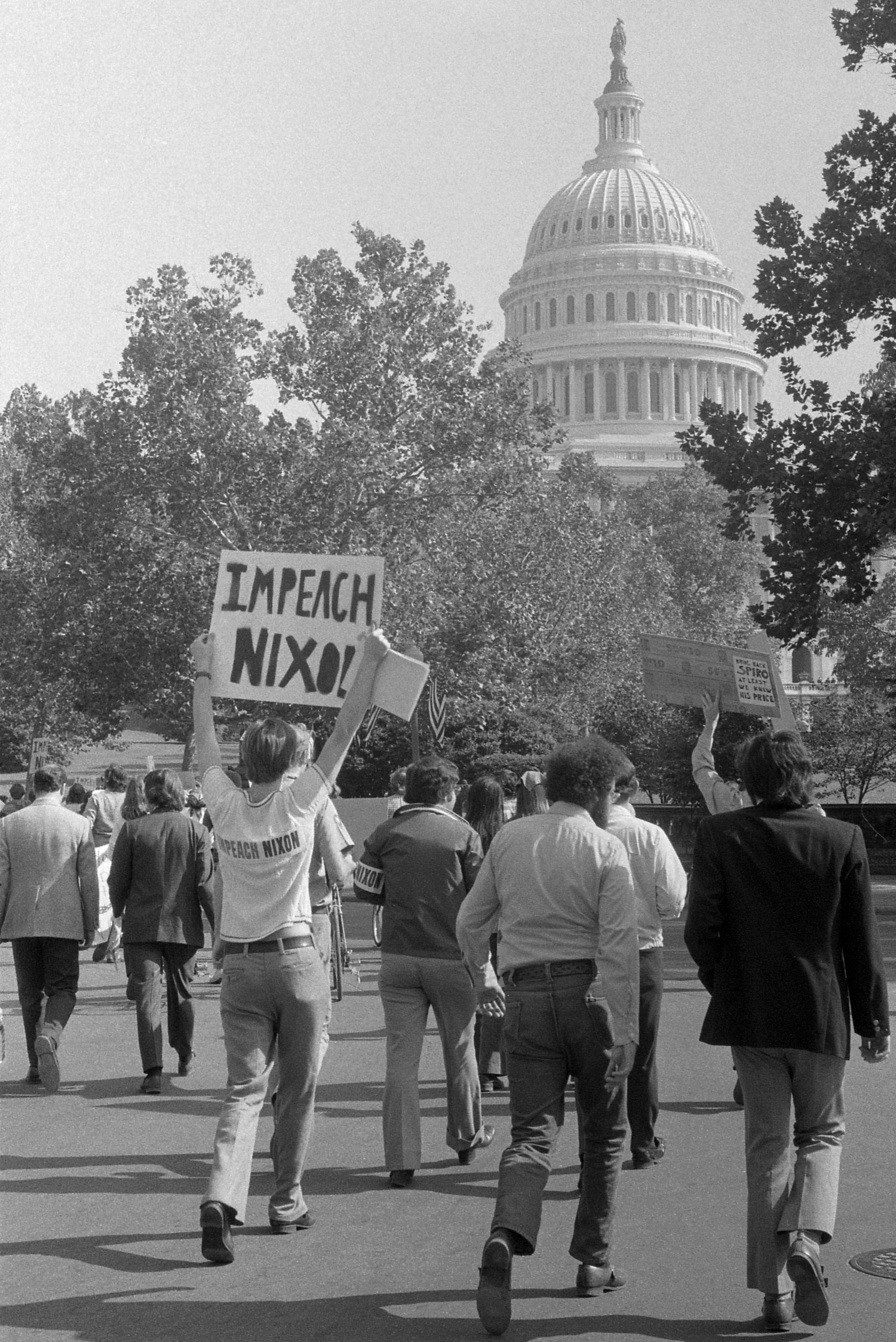
Manifestantes em Washington, DC, exigindo que o Congresso impeachment do Presidente Nixon, após o " Massacre da Noite de Sábado"

O "Massacre da Noite de Sábado" de 20 de outubro rapidamente se tornou um desastre de relações públicas para Nixon. Pouco depois de a Casa Branca anunciar a demissão e as renúncias, o âncora da NBC News , John Chancellor, interrompeu a programação do horário nobre da rede com uma mensagem terrível: "O país esta noite está no meio do que pode ser a mais séria crise constitucional de sua história." No dia seguinte, o The New York Times declarou: "A nação está nas mãos de um presidente dominado por equívocos ditatoriais de sua autoridade constitucional".
A demissão de Archibald Cox por Nixon também gerou alvoroço no Congresso. A partir de 23 de outubro, os democratas da Câmara indignados introduziram 22 resoluções separadas relacionadas ao impeachment.
Além disso, as ações de Nixon foram amplamente criticadas pelos líderes congressistas republicanos, que exigiram "revelação total e completa" aos investigadores de todos os materiais de Watergate intimados, bem como a nomeação de um novo promotor especial.
O presidente da Câmara Albert, que na época era o primeiro na linha de sucessão presidencial, após a renúncia do vice-presidente Spiro Agnew em 10 de outubro, pediu ao Congresso que tome medidas rápidas sobre a nomeação de Gerald Ford para preencher a vaga de vice-presidente. Durante a vaga, Albert sofreu uma pressão crescente de vários democratas liberais da Câmara, como Bella Abzug, para fazer o oposto. Ao usar seu poder político para atrasar a confirmação de Ford como vice-presidente e acelerar o impeachment e a destituição de Nixon, Albert se tornaria presidente interino e o Partido Democrata assumiria o controle do poder executivo sem ter que vencer uma eleição. Ele rejeitou esse possibilidade, no entanto, embora tenha desenvolvido um plano de contingência de 19 páginas para uma transição presidencial, caso necessário.
O Comitê Judiciário votou em 30 de outubro para começar a consideração de um possível impeachment do presidente Nixon por uma votação de linha do partido de 21–17, com todos os democratas do comitê votando sim e todos os republicanos votando não.

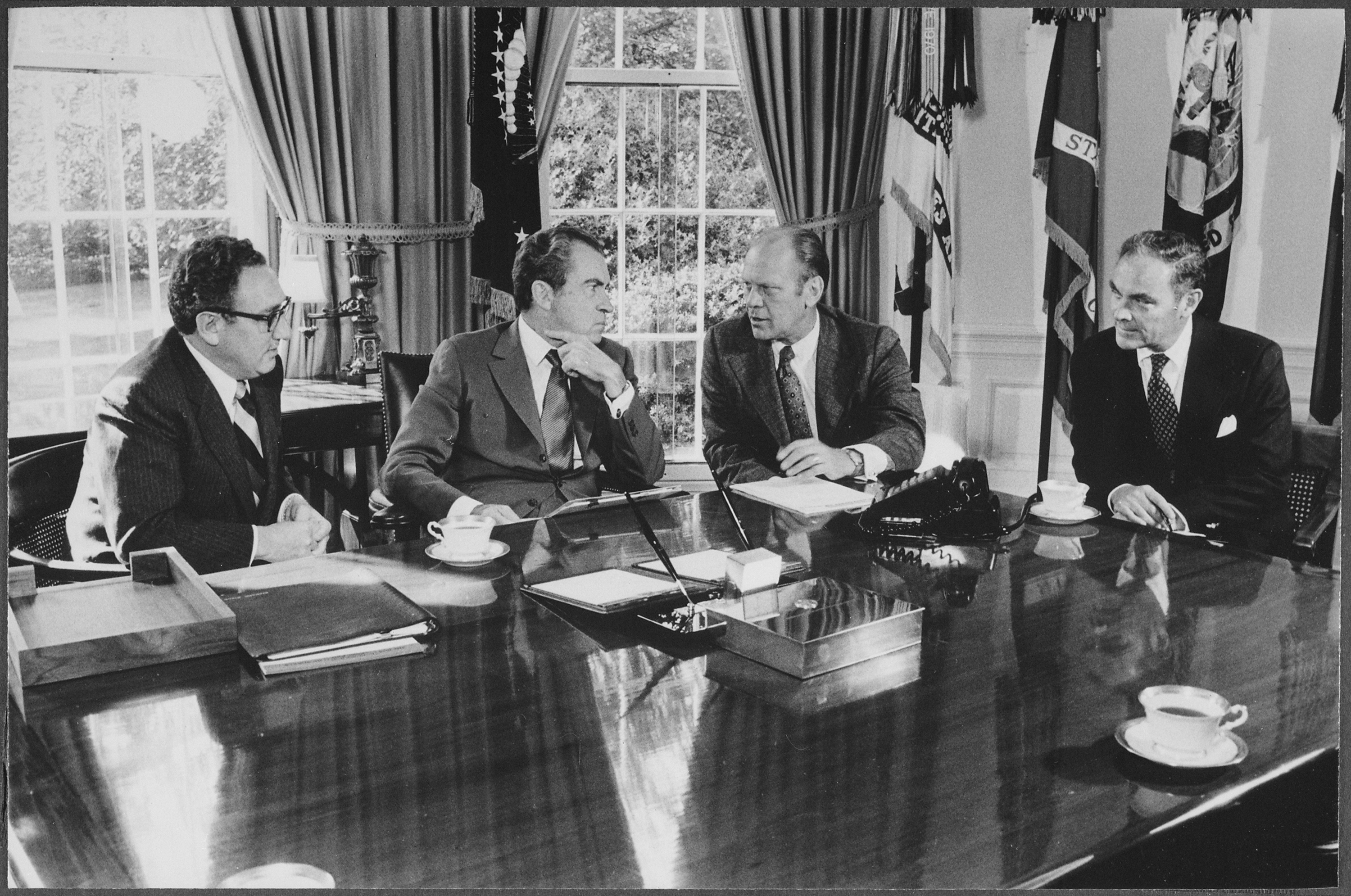
Secretário de Estado Kissinger, Presidente Nixon, candidato a vice-presidente Ford e Chefe de Gabinete Haig da Casa Branca no Salão Oval, outubro de 1973

Em 4 de novembro de 1973, o senador Edward Brooke se tornou o primeiro republicano no Congresso a pedir publicamente o presidente Nixon a renunciar. Naquela mesma semana, vários jornais, incluindo The Atlanta Journal, The Denver Post, The Detroit News e The New York Times, publicaram editoriais também instando-o a renunciar. A Time, em seu primeiro editorial em 50 anos de publicação, também o fez, declarando que o presidente "perdeu irremediavelmente sua autoridade moral" para governar com eficácia, e que Nixon "e a nação passaram por um trágico ponto sem volta. "
Com o ímpeto do impeachment crescendo rapidamente no Congresso, Nixon deu uma entrevista coletiva ao vivo de uma hora no dia 17 de novembro para se defender. Além de assuntos relacionados ao Watergate, o presidente abordou uma variedade de tópicos, incluindo a crise de energia do país e suas finanças pessoais. Em resposta a uma pergunta sobre alegações de fraude em suas declarações de impostos, ele afirmou categoricamente: "As pessoas têm que saber se seu presidente é um vigarista ou não. Bem, eu não sou um trapaceiro."
Nos dois meses seguintes, com o início das investigações de impeachment, houve especulações em Washington de que Nixon poderia renunciar. Apesar de várias tentativas de fazê-lo, Nixon não conseguiu deixar Watergate para trás e o ímpeto dos acontecimentos estava contra ele. No clima de ansiedade e ceticismo gerado pelo escândalo Watergate, a saúde e o moral do presidente, bem como os motivos por trás de suas palavras e ações, tornaram-se objeto de muita especulação.

## Inquérito da equipe de investigação
Em 6 de fevereiro de 1974, o Comitê Judiciário da Câmara foi autorizado a abrir um inquérito formal de impeachment contra o presidente. A Câmara aprovou a resolução 410–4. Durante o debate sobre esta medida, o Presidente Rodino disse: "Seja qual for o resultado, tudo o que aprendermos ou concluirmos, vamos agora proceder com tanto cuidado e decência e meticulosidade e honra que a grande maioria do povo americano, e seus filhos depois dele, dirá: Este foi o curso certo. Não havia outra maneira."
A primeira tarefa que Doar atribuiu aos advogados da equipe de inquérito foi examinar as questões constitucionais e jurídicas relacionadas ao impeachment e determinar o que constituía " crimes graves e contravenções " – um dos motivos declarados no Artigo II, Seção 4 da Constituição para o impeachment de um funcionário federal. Esse foi um primeiro passo necessário, pois havia sido mais de um século desde o único impeachment presidencial americano anterior, o de Andrew Johnson em 1868, e os membros do Comitê Judiciário desejavam orientação sobre a história, os padrões e o processo de impeachment.
Uma determinação importante feita no relatório foi que não era necessário haver um ato criminoso por parte do presidente para justificar o impeachment. Afirmava: "Os Moldadores não escreveram um padrão fixo. Em vez disso, eles adotaram da história inglesa um padrão suficientemente geral e flexível para atender às circunstâncias e eventos futuros, cuja natureza e caráter eles não podiam prever."
Entre as dezenas de outras questões consideradas pelos investigadores estavam as alegações de que a International Telephone and Telegraph e a American Milk Producers se beneficiaram politicamente das contribuições para a campanha presidencial de Nixon em 1968 e acusações de que a administração de Nixon havia interferido na investigação pela Comissão de Valores Mobiliários de Robert Vesco, que doou $ 200.000 em 1972 ao Comitê para Reeleger o Presidente . O caso foi montado em mais de 500.000 cartões de notas de cinco por sete polegadas que foram indexados uns contra os outros. Dominar esse sistema de arquivamento tornou-se um requisito para qualquer pessoa que trabalhasse no inquérito.
Uma preocupação constante entre os líderes da equipe de inquérito de impeachment era que os desenvolvimentos de suas pesquisas, discussões e conclusões preliminares vazassem para a imprensa. Para minimizar vazamentos, Doar estabeleceu regras estritas de conduta que incluíam esta diretriz: "A equipe do inquérito de impeachment não deve discutir com ninguém fora da equipe a substância ou procedimento de seu trabalho ou do comitê." Guardas de segurança patrulhavam os corredores do edifício House Annex-1, no qual uma miríade de advogados, investigadores, escriturários e estenógrafos trabalhavam em salas com persianas fechadas.
Em 1º de março de 1974, o  júri do tribunal distrital federal que havia sido constituído em julho de 1972 para investigar a invasão de Watergate apresentou acusações contra sete assessores e assessores de Nixon, incluindo HR Haldeman, John Ehrlichman e John N. Mitchell . Como o Procurador Especial, Leon Jaworski, aconselhou o grande júri que, em sua opinião, a Constituição proibia a acusação de um presidente em exercício, tornando assim o Comitê Judiciário da Câmara o órgão constitucionalmente apropriado de acordo com a Constituição para examinar evidências relacionadas ao papel do presidente no Watergate, os jurados recomendaram que o material de apoio ao processo criminal contra ele fosse entregue ao comitê.
Fustigado por alegações de que, desde que assumiu o cargo, Nixon pagou muito mal o que devia ao IRS em impostos, o presidente concordou em dezembro de 1973 em divulgar publicamente suas declarações cobrindo os anos de 1969 a 1972. Ele também pediu ao Comitê Conjunto de Tributação do Congresso que examinasse suas finanças pessoais. O relatório do comitê, publicado em 3 de abril de 1974, encontrou vários problemas com os retornos de Nixon e disse que ele devia $ 476.431, incluindo juros de impostos não pagos ao longo de quatro anos.
Desde o início, Rodino e Doar entenderam que sua capacidade de construir um caso contra Nixon dependia da disposição do presidente em atender aos seus pedidos de material. Seu caso ainda era circunstancial, consistindo principalmente de amplas práticas de abuso por parte da administração, e carecia de evidências diretas provando que o presidente tinha conhecimento ou era um participante da conspiração Watergate; para isso, eles precisavam das fitas e, para recebê-las, precisariam da cooperação de Nixon.

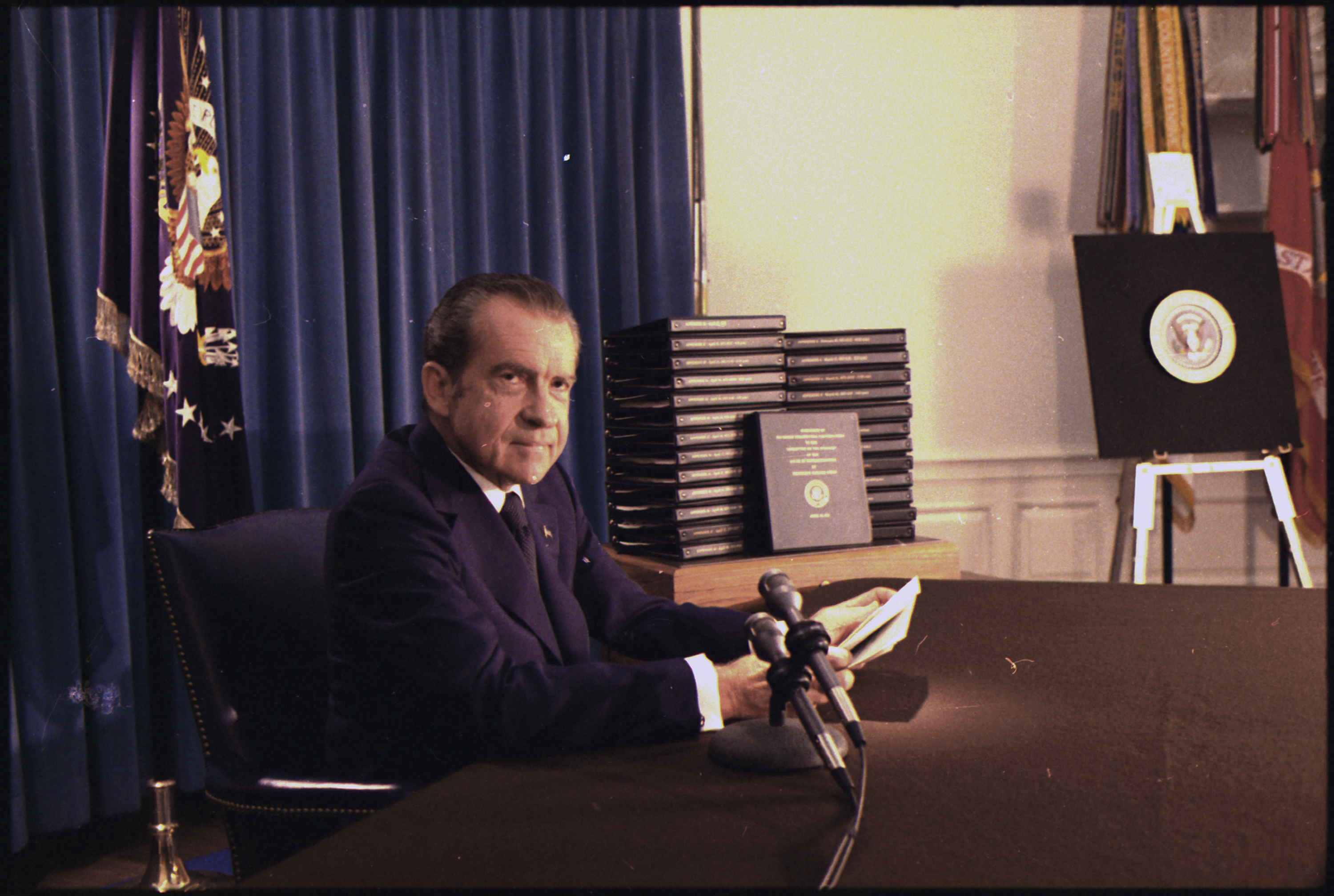
O presidente Nixon pouco antes de anunciar sua intenção de divulgar as transcrições editadas das fitas da Casa Branca intimadas, 29 de abril de 1974

Em 11 de abril de 1974, por uma votação de 33–3, o Comitê Judiciário intimou 42 fitas da Casa Branca de conversas pertinentes. Uma semana depois, Jaworski obteve uma intimação do juiz Sirica ordenando que Nixon liberasse 64 gravações adicionais em conexão com seu caso. Nixon inicialmente queria recusar completamente os dois pedidos, mas James St. Clair, junto com Dean Burch, o conselheiro do presidente, e outros, o aconselharam que tal postura seria politicamente insustentável.Nixon concordou que as transcrições das fitas solicitadas pelo Comitê Judiciário, com certas passagens editadas ou removidas, seriam divulgadas, mas que o pedido de Jaworski por fitas e outros documentos seria negado. Nixon anunciou sua decisão para uma audiência nacional de televisão em 29 de abril.
No dia seguinte, 30 de abril, cerca de 1.250 páginas de transcrições, editadas pelo presidente e seus assessores para remover partes consideradas "não relevantes" para a investigação de Watergate, foram tornadas públicas. Sobre as transcrições divulgadas, Nixon disse: "Elas incluem todas as partes relevantes de todas as conversas intimadas que foram gravadas, ou seja, todas as partes que se relacionam com a questão do que eu sabia sobre Watergate ou o encobrimento e o que eu fiz sobre isso."
As transcrições lançadas rapidamente dominaram as notícias e até mesmo a cultura popular.com alguns jornais imprimiram as transcrições completas e dois produziram rapidamente livros de bolso, resultando em vendas de mais de um milhão de cópias. De forma mais ampla, sua libertação marcou uma virada no apoio ao presidente, com a crueza do que foi revelado e do que foi ocultado pela frase repetida palavrão excluído, iniciando uma erosão do apoio entre os republicanos.
Houve seis eleições especiais na Câmara em 1974 para preencher assentos vagos. Realizados entre fevereiro e junho, eles forneceram o primeiro amplo teste do sentimento público em relação ao governo Nixon, atormentado por escândalos. Os democratas venceram cinco eleições, cada uma em um distrito anteriormente representado por um republicano. A mensagem para o presidente e o Partido Republicano em geral foi sinistra e, de acordo com o Almanaque da Política Americana, essa sequência de vitórias democratas "ajudou a convencer os republicanos de que Nixon precisava renunciar".

### Debatendo artigos de impeachment

#### Obstrução de justiça
Formulado por meio de negociações entre os democratas liberais, liderados por Jack Brooks, e o grupo de coalizão Southern Democrat - Moderate Republican, foi aprovado, após dois dias de debate apaixonado, por uma margem de 27-11; com seis republicanos votando a favor junto com todos os 21 democratas. O artigo alegava que o presidente havia trabalhado com subordinados para "atrasar, impedir e obstruir a investigação" da invasão de Watergate; encobrir, ocultar e proteger os responsáveis; e para ocultar a existência e o escopo de outras atividades secretas ilegais. "
Quando o debate sobre o artigo começou, os oponentes republicanos do impeachment reclamaram que o artigo era injusto porque não continha "especificidade" quanto aos detalhes da acusação de obstrução da justiça, as datas, nomes e eventos em que foi baseado. Um após o outro, eles desafiaram aqueles que pretendiam impeachment a apresentarem mais detalhes em conversas intencionais para serem ligados como parte de um plano combinado de Nixon para obstruir a justiça.
Charles Sandman foi um dos mais ativos ao exigir os detalhes de cada alegado ato obstrutivo. Ele liderou a oposição republicana contra as nove subseções da proposta de Sarbanes, uma por uma. Seu objetivo era manobrar aqueles que defendiam o impeachment em argumentos divisivos sobre quais detalhes incluir.
Mas, em resposta, os proponentes se reuniram. John Doar distribuiu uma lista de breves pontos de discussão detalhando as evidências contra o presidente, que um democrata após o outro usou para enumerar os crimes de Nixon quando era sua vez de usar os microfones.
No final das contas, a tática da "especificidade" se mostrou ineficaz e foi abandonada. Ao reconhecer a realidade da situação, Sandman lamentou em 28 de julho que, "Não há como o resultado desta votação ser alterado pelo debate."
| Votos do artigo 1, 27 de julho de 1974 | Votos do artigo 1, 27 de julho de 1974                |
| -------------------------------------- | ----------------------------------------------------- |
| Aceito 27–11                           | Democratas: 21 sim, 0 não Republicanos: 6 sim, 11 não |

#### Abuso de poder presidencial
Formulado através do mesmo processo que o substituto do primeiro artigo, foi aprovado, após um debate acalorado, por uma margem de 28–10. O artigo afirmava que o presidente "repetidamente se engajou em violações dos direitos constitucionais dos cidadãos" ao "prejudicar a devida e adequada administração da justiça e a condução de inquéritos legais". Além disso, afirmou que o presidente violou seu juramento constitucional de ofício e falhou em seu dever de zelar para que as leis da nação fossem fielmente executadas por:
1. Tentar usar o Internal Revenue Service para iniciar auditorias fiscais ou obter dados fiscais confidenciais para fins políticos;
2. Usando uma cobertura de "segurança nacional" para uma série de grampos secretos contra funcionários do governo, jornalistas e o irmão do presidente, Donald Nixon ;
3. Estabelecendo a unidade de investigações especiais da Casa Branca, mais tarde apelidada de " encanadores ", por "atividades secretas e ilegais" que incluíam o roubo em 1971 do escritório de um psiquiatra em busca de informações para difamar Daniel Ellsberg por sua participação na publicação dos Documentos do Pentágono ;
4. "Deixar de agir" sabendo que subordinados próximos procuraram impedir a justiça no caso Watergate e assuntos relacionados;
5. "Conscientemente" fazendo uso indevido do poder investido em seu cargo para interferir nas atividades do Federal Bureau of Investigation, da Central Intelligence Agency, do Departamento de Justiça e do promotor especial de Watergate.[66]

Em apoio ao impeachment do presidente, George E. Danielson apresentou um forte argumento a favor do Artigo II, chamando-o de "o artigo mais importante que este comitê pode aprovar". Ele prosseguiu dizendo que: "Os crimes acusados são crimes exclusivamente presidenciais. Ninguém mais pode cometê-los.. . . Apenas o presidente pode violar o juramento do cargo de presidente.. . . Só o presidente pode prejudicar a presidência. " Também apoiando o Artigo II (depois de se opor ao Artigo I) estava o segundo republicano do comitê, Robert McClory, cuja visão era que o artigo "realmente atinge o ponto crucial" da responsabilidade do comitê de responsabilizar o presidente por suas ações durante o mandato.
Embora não houvesse dúvida de que o artigo seria aprovado, os fortes defensores republicanos de Nixon continuaram a pressionar o caso do presidente. Edward Hutchinson acusou os democratas de construir seu caso com base em eventos escolhidos a dedo na presidência de Nixon, perguntando retoricamente: "É realmente justo? Descreve toda a verdade examinar todo o registro desta administração... e separar dessa enorme massa de ações oficiais esse punhado de alegações específicas e derivar delas a proposição de que a conduta do presidente foi repetidamente ilegal? " Charles Wiggins questionou se os abusos de poder se enquadram na definição constitucional de crimes graves e contravenções. Ele também tentou estreitar o escopo e vislumbrar as principais alegações, mas todas as emendas que ele propôs foram facilmente derrotadas pela maioria bipartidária substancial a favor do artigo.
| votos do Artigo 2, 29 de julho de 1974 | votos do Artigo 2, 29 de julho de 1974                |
| -------------------------------------- | ----------------------------------------------------- |
| Aceita 28–10                           | Democratas: 21 sim, 0 não Republicanos: 7 sim, 10 não |

#### Desprezo do Congresso
Em 30 de julho, o último dia de seu debate sobre o impeachment, o Artigo III, acusando Nixon de desacato ao Congresso por desafiar oito intimações do Comitê Judiciário, expedidas durante abril, maio e junho de 1974, foi apresentado por Robert McClory e foi aprovado por um margem estreita de 21–17. Os proponentes argumentaram que o "bloqueio" consistente de Nixon constituiu uma ofensa passível de impeachment, uma vez que ameaçou diminuir o poder de impeachment constitucional da Câmara. McClory argumentou que a alegação de privilégio executivo "não tem lugar em uma investigação de impeachment". Os oponentes argumentaram que a disputa sobre o acesso às provas deveria ter sido tratada pelos tribunais ou por meio de uma citação da Câmara por desacato ao Congresso.
| Votos do artigo 3, 30 de julho de 1974 | Votos do artigo 3, 30 de julho de 1974                |
| -------------------------------------- | ----------------------------------------------------- |
| Aceito 21–17                           | Democratas: 19 sim, 2 não Republicanos: 2 sim, 15 não |

## Texto de artigos reportados à Câmara
O Comitê Judiciário concordou com três artigos de impeachment contra o presidente Nixon. Juntos, eles foram uma repreensão severa de sua conduta no cargo.
O comitê terminou seu trabalho em 30 de julho de 1974. “Por sua diligência e a magnitude bipartidária de seu voto”, escreveu a Times alguns dias depois, “o Comitê Judiciário da Câmara virtualmente garantiu um voto bipartidário substancial para impeachment na Câmara cheia. Isso, por sua vez, certamente terá um impacto no Senado, assim como a opinião pública.”  Nixon renunciou ao cargo em 9 de agosto de 1974, antes que a Câmara recebesse o resultado do comitê para ação.

## O apoio de Nixon no Congresso piora
Apesar de "um golpe triplo" de eventos no final de julho - as audiências do Comitê Judiciário amplamente cobertas, a ordem da Suprema Corte de entregar as fitas e as deserções republicanas - Nixon, de acordo com o Chefe de Gabinete da Casa Branca, Alexander Haig, não "mudou seu senso de autoconfiança e senso de determinação para ver isso até o fim. " Ele estava estudando atentamente as possíveis contagens de votos que o impeachment na Câmara ou o julgamento no Senado; Henry Kissinger mais tarde descreveu com simpatia o presidente nessa época como "um homem desperto em seu próprio pesadelo".  Durante uma reunião em 29 de julho entre o líder da minoria na Câmara, John Rhodes, e o líder da minoria no Senado, Hugh Scott, Rhodes estimou que o impeachment na Câmara teria até 300 votos (bem mais do que os 218 necessários) e Scott presumiu que havia 60 votos para condenação no Senado (pouco menos de 67 necessários). Ambos sentiram que a situação estava piorando para o presidente.
O apoio público ao presidente também estava se deteriorando. Uma pesquisa da Harris realizada em 3 de agosto concluiu que dois terços (66%) do público americano "acreditam que o presidente Nixon deveria sofrer impeachment por causa dos escândalos de Watergate e ser julgado".

### Modalidades para votação de impeachment e julgamento
O Washington Post noticiou em 7 de agosto que os membros da liderança democrata e republicana haviam concordado informalmente em reduzir pela metade o tempo para debater o impeachment no plenário da Câmara. Assim, o debate televisionado teria durado uma semana em vez de duas.
Logo depois que o Comitê Judiciário aprovou o primeiro artigo de impeachment, o líder da maioria no Senado Mike Mansfield e o senador Scott se reuniram para começar a planejar um provável julgamento de impeachment. Os 100 senadores teriam servido como jurados, com o presidente do tribunal de justiça Burger; um grupo de membros da Câmara teria processado, defendendo os advogados de Nixon.
Francis R. Valeo, secretário do Senado dos Estados Unidos, ficou encarregado de tomar as providências. Decidiu-se que haveria cobertura televisiva do julgamento. Como Nixon poderia ser forçado a comparecer durante os procedimentos do Senado, Kissinger apresentou planos para formar um pequeno grupo para administrar o governo no lugar do presidente, a ser composto por alguns altos funcionários do Gabinete e líderes do Congresso, bem como pelo Chefe do Gabinete.

### A fita da "arma fumegante"
A fita, mais tarde conhecida como fita da "arma fumegante", documentou os estágios iniciais do encobrimento de Watergate. Nele, Nixon e o então Chefe de Gabinete HR Haldeman são ouvidos formulando um plano para bloquear as investigações ao fazer a CIA alegar falsamente ao FBI que a segurança nacional estava envolvida. Isso demonstrou que Nixon tinha sido informado da conexão da Casa Branca com os assaltos de Watergate logo depois que eles ocorreram, e que ele havia aprovado planos para impedir a investigação. Em um comunicado que acompanhou o lançamento da fita, Nixon aceitou a culpa por enganar o país sobre quando foi informado do envolvimento da Casa Branca, dizendo que tinha um lapso de memória.

### Precipitação política
Na manhã seguinte, 6 de agosto, Nixon tentou reunir o apoio contínuo de seu gabinete. "Na minha opinião e na opinião do meu advogado, não cometi nenhum crime passível de impeachment", afirmou. Portanto, ele declarou, "o processo constitucional deve ser seguido até o fim - seja qual for o fim".
Confrontado com o fato incontestável de que Nixon desempenhou um papel de liderança no encobrimento de Watergate desde seus estágios iniciais, as fileiras dos defensores de Nixon no Congresso diminuíram rapidamente. Vários republicanos do Senado expressaram seu "choque ou indignação" e ecoaram o sentimento crescente a favor da renúncia do presidente. Em uma declaração direta, Robert P. Griffin, o líder assistente da minoria, exortou o presidente a renunciar, dizendo: "Acho que chegamos a um ponto em que tanto o interesse nacional quanto o seu próprio (de Nixon) seriam mais bem atendidos por renunciando. " Nixon precisava de 34 votos para evitar condenação e remoção. No entanto, Bob Dole, do Kansas, especulou que "se o presidente teve 40 votos (para absolvição em um julgamento no Senado) há uma semana, ele não tinha mais do que 20 hoje".

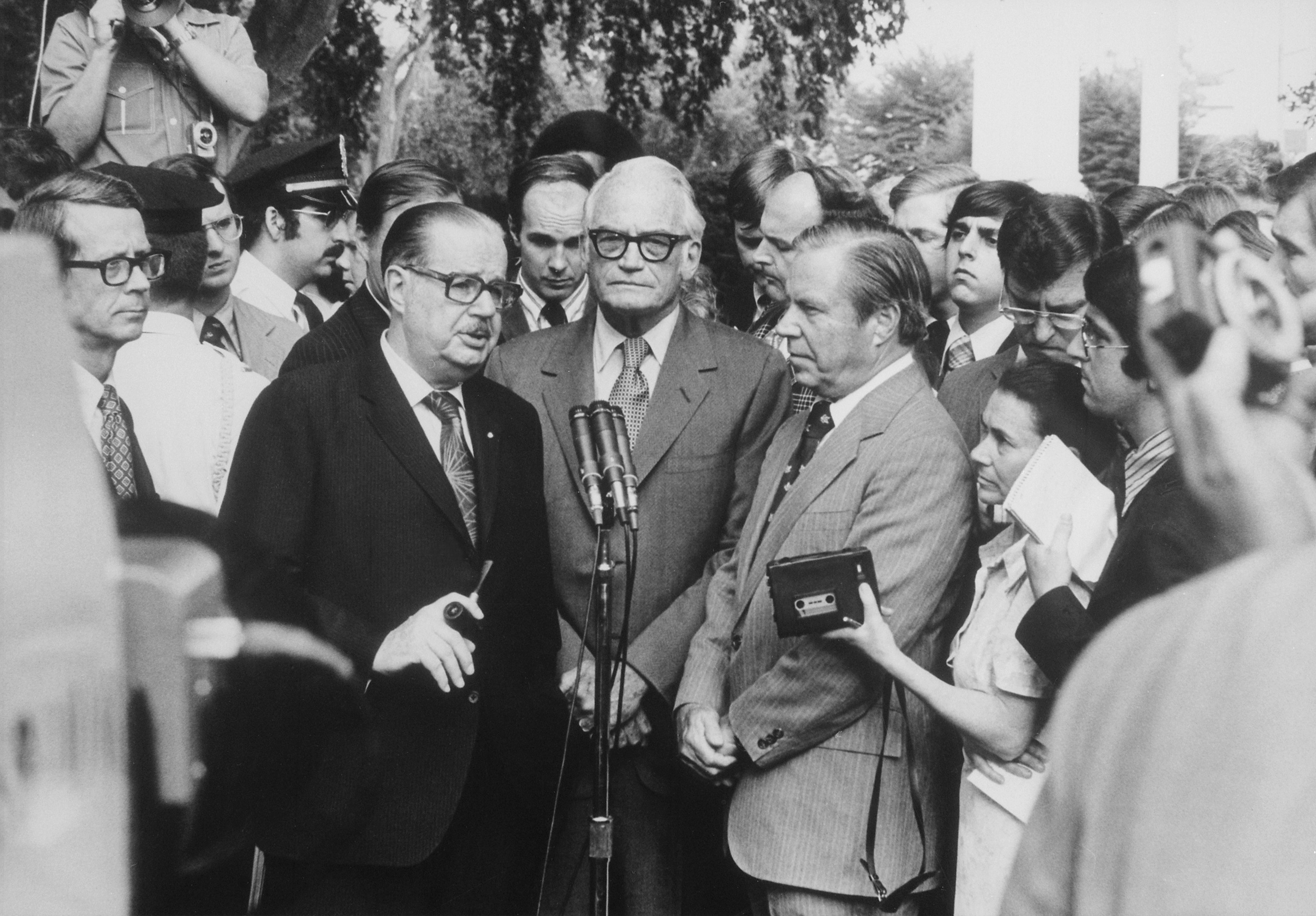
Os senadores Scott e Goldwater e o representante Rhodes dão uma entrevista coletiva

Houve uma enxurrada contínua de declarações públicas semelhantes ao longo do dia por vários republicanos da Câmara. Wiggins disse que "os fatos que eu conhecia agora mudaram", e agora estava claro para ele que o presidente tinha um "plano de ação" para encobrir o assalto. Para Wiggins, isso foi mais do que suficiente "para sustentar pelo menos uma acusação contra o presidente de conspiração para obstruir a justiça". Em 2 de agosto, Haig e St. Clair convidaram Wiggins para revisar as transcrições antes de seu lançamento. Ao lê-los, Wiggins concluiu que eles provaram que Nixon estava envolvido no encobrimento. Na opinião de Wiggins, isso significava que a causa de Nixon na Câmara estava "irremediavelmente perdida" e provavelmente perdida também no Senado.
A decisão do mais ferrenho defensor de Nixon no Comitê Judiciário de votar pelo impeachment foi sublinhada na manchete do The New York Times de 7 de agosto, "Wiggins for Impeachment; Outros no Partido Republicano juntam-se a ele". Os outros nove republicanos no Comitê Judiciário que votaram contra todos os artigos de impeachment deram indicação de que votariam pelo impeachment de Nixon por obstrução da justiça quando a votação fosse encaminhada para o plenário da Câmara. Isso incluiu alguns dos apoiadores anteriormente ferrenhos de Nixon. David W. Dennis, de Indiana, disse que Nixon havia "destruído sua credibilidade" com seus defensores no comitê, enquanto Del Latta, de Ohio, lamentava que as fitas deixassem claro que "certamente não nos foi dada a verdade" pela Casa Branca.
Entre os poucos republicanos no Capitólio que ainda defendiam o presidente após a revelação da "arma fumegante" estava o senador Carl Curtis, que implorou ao Congresso para não entrar em pânico. Ele advertiu que os Estados Unidos se tornariam uma "república das bananas" se Nixon fosse deposto em favor do vice-presidente Ford, que, por sua vez, escolheria alguém para ocupar o cargo de vice-presidente. O congressista Earl Landgrebe também, declarando: "Não me confunda com os fatos. Eu tenho uma mente fechada. Não vou votar pelo impeachment. Vou ficar com meu presidente, mesmo que ele e eu tenhamos que ser retirados deste prédio e fuzilados."
No final da tarde de 7 de agosto, os senadores Goldwater e Scott e o congressista Rhodes se reuniram com Nixon no Salão Oval e disseram que seu apoio no Congresso havia praticamente desaparecido. Scott disse a repórteres depois que eles não pressionaram Nixon a renunciar, mas simplesmente disse ao presidente que "a situação é muito sombria no Capitólio". Goldwater escreveu mais tarde que, como resultado da reunião, Nixon "sabia, sem qualquer dúvida, que de uma forma ou de outra sua presidência estava acabada". Naquela noite, Nixon finalizou sua decisão de deixar o cargo.

## Renúncia e conclusão

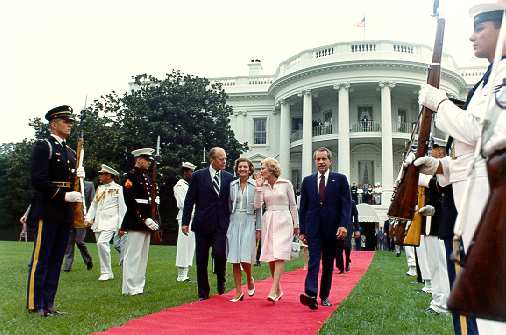
O presidente Nixon e a primeira-dama (em rosa) deixam a Casa Branca, acompanhados pelo vice-presidente Ford e a segunda dama, 9 de agosto de 1974, pouco antes da renúncia de Nixon entrar em vigor

Nixon se encontrou com Ford na manhã seguinte, 8 de agosto, para informar a Ford de sua intenção de renunciar ao cargo, e se reuniu com líderes congressistas naquela noite para notificá-los formalmente. Em seguida, ele se encontrou brevemente com um grupo de amigos de longa data no Congresso e, em seguida , informou a nação . Vários dias antes, antes do lançamento das fitas em 5 de agosto, o redator de discursos presidenciais Ray Price preparou dois projetos de discurso para o presidente - um, um discurso de recusa de renúncia e o segundo, um discurso de renúncia.
Em seu discurso, Nixon disse que estava renunciando ao cargo porque "concluí que, devido ao assunto Watergate, posso não ter o apoio do Congresso que consideraria necessário para apoiar as decisões muito difíceis e cumprir as funções deste cargo no forma que os interesses da nação exigiriam. " Ele também declarou sua esperança de que, ao renunciar, "terei apressado o início desse processo de cura que é tão desesperadamente necessário na América". Em seguida, passou em revista as realizações de sua presidência, especialmente na política externa. Nixon reconheceu que alguns de seus julgamentos "estavam errados" e expressou arrependimento, dizendo: "Lamento profundamente qualquer dano que possa ter sido feito no curso dos eventos que levaram a esta decisão." O discurso não continha nenhuma admissão de delito, no entanto, nem mencionava os artigos de impeachment pendentes contra ele.
Na manhã de 9 de agosto de 1974, após uma despedida emocionada aos membros e funcionários de seu gabinete, Nixon e sua família deixaram a Casa Branca para San Clemente, Califórnia. Ele deixou para trás uma carta assinada de renúncia dirigida ao Secretário de Estado Kissinger , tornando-se assim o primeiro presidente dos Estados Unidos a renunciar ao cargo. Pouco tempo depois, na Sala Leste da Casa Branca, Ford foi empossado pelo presidente do tribunal de justiça Burger, declarando que "nosso longo pesadelo nacional acabou".
Após a renúncia de Nixon, o processo de impeachment contra ele foi encerrado. Também continha uma declaração dos membros republicanos do comitê que originalmente se opuseram ao impeachment, declarando para registro que Nixon não havia sido "expulso do cargo", mas sim destruiu sua própria presidência por meio de seus padrões de engano.

## Epílogo
Embora Nixon não tenha enfrentado o impeachment em um julgamento no plenário da Câmara ou do Senado, o processo criminal ainda era uma possibilidade tanto em nível federal quanto estadual. Preocupado com o bem-estar de Nixon, e preocupado que as "paixões horríveis" despertadas pelo escândalo de Watergate voltassem a surgir durante uma longa acusação de Nixon, em 8 de setembro de 1974, o presidente Ford concedeu a Nixon um perdão por todos os crimes que ele "cometeu ou em maio se comprometeram ou participaram "como presidente. Embora a aceitação do perdão implicasse uma admissão de culpa, Nixon manteve sua inocência até sua morte em 1994.
A opinião pública na época do perdão foi negativa de acordo com uma pesquisa Gallup de 6 a 9 de setembro de 1974, que descobriu que "apenas 38% dos americanos disseram que a Ford deveria perdoar Nixon, enquanto 53% disseram que não". Numerosos congressistas democratas emitiram declarações críticas ao perdão e, à luz disso, alguns até procuraram reabrir o processo de impeachment contra o ex-presidente.
Dois anos depois, o ressentimento público persistente com o perdão de Nixon foi um fator na derrota de Ford para o candidato do Partido Democrata, Jimmy Carter, na eleição presidencial de 1976 .
Em todo o país, a eleição intermediária de 1974 foi uma vitória esmagadora para o Partido Democrata. Na Câmara, os democratas conquistaram 49 cadeiras anteriormente ocupadas pelos republicanos e aumentaram sua maioria acima da marca de dois terços. Ao todo, havia 93 representantes calouros no 94º Congresso quando ele se reuniu em 3 de janeiro de 1975, 76 deles democratas. Os eleitos naquele ano mais tarde passaram a ser conhecidos coletivamente como " Watergate Babies ". Vários membros republicanos do Comitê Judiciário foram derrotados nas eleições de 1974 por seus oponentes democratas.
Com relação ao processo do Comitê Judiciário e sua importante recomendação de que o presidente Nixon seja cassado e destituído do cargo, Rodino, em uma entrevista de 1989 com Susan Stamberg da National Public Radio, disse:

Apesar de eu ser democrata, apesar de haver muitos que pensavam que Rodino queria derrubar um presidente democrata, você sabe, ele era o nosso presidente. E este é o nosso sistema que estava sendo testado. E aqui estava um homem que alcançou o cargo mais elevado que alguém poderia presentear, você sabe. E você está derrubando a presidência dos Estados Unidos, e foi um comentário muito triste sobre toda a nossa história e, é claro, sobre Richard Nixon.